# Antonin Proust

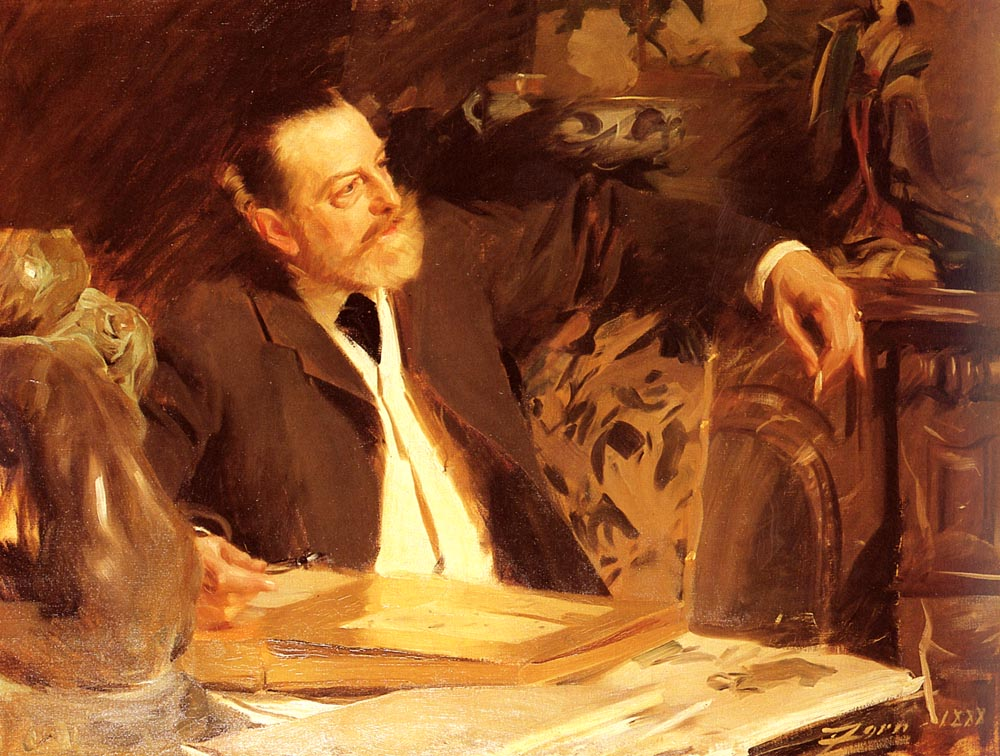
Proust, målad av Anders Zorn, 1888.

Antonin Proust, född 15 mars 1832 i Niort, död 22 mars 1905 i Paris, var en fransk politiker. 
Proust gjorde sig tidigt känd genom intressanta resebeskrivningar, ägnade sig åt journalistik och blev medarbetare i flera ansedda tidningar, "Courrier du dimanche", "Semaine universelle" med flera. Han blev snart bemärkt för sin eldiga och med stor stilistisk talang förda opposition mot kejsardömet. År 1869 uppställde han sig förgäves som kandidat till lagstiftande kåren och var i början av fransk-tyska kriget krigskorrespondent till Le Temps.
Proust blev den 4 september 1870 sekreterare åt Léon Gambetta och var under Paris belägring inrikesminister där. År 1876 vald till deputerad, ägnade han sig med stort intresse och framgång åt frågor rörande undervisning och skön konst. I Gambettas "stora ministär" (november 1881-januari 1882) var han minister för de sköna konsterna. Senare blev han inblandad i Panamaaffären och åtalad, men frikänd (1893). Han drog sig sedan tillbaka från det offentliga livet. 
Proust var även en flitig författare. Bland hans arbeten märks Chants populaires de la Gréce (1866), La revolution. Les préliminaires (1872), Le prince de Bismarck, sa correspondance (1876), L'art français 1789-1889 (1890) och L'art sous la république (1891).